# Rząśnik (gemeente)
De gemeente Rząśnik is een landgemeente in het Poolse woiwodschap Mazovië, in powiat Wyszkowski.
De zetel van de gemeente is in Rząśnik.
Op 30 juni 2004 telde de gemeente 6616 inwoners.

## Oppervlakte gegevens
In 2002 bedroeg de totale oppervlakte van gemeente Rząśnik 167,42 km², waarvan:
- agrarisch gebied: 57%
- bossen: 37%

De gemeente beslaat 19,1% van de totale oppervlakte van de powiat.

## Demografie
Stand op 30 juni 2004:
| Omschrijving                   | Totaal | Totaal | Vrouwen | Vrouwen | Mannen | Mannen |
| ------------------------------ | ------ | ------ | ------- | ------- | ------ | ------ |
| eenheid                        | aantal | %      | aantal  | %       | aantal | %      |
| inwoners                       | 6616   | 100    | 3269    | 49,4    | 3347   | 50,6   |
| bevolkingsdichtheid (inw./km²) | 39,5   | 39,5   | 19,5    | 19,5    | 20     | 20     |

In 2002 bedroeg het gemiddelde inkomen per inwoner 1379,57 zł.

## Administratieve plaatsen (sołectwo)
Bielino, Dąbrowa, Gołystok, Grądy Polewne, Grodziczno, Janowo, Józefowo, Komorowo, Nowa Wieś, Nowe Wielątki, Nowy Lubiel, Nury, Ochudno, Osiny, Ostrówek, Plewica, Porządzie, Rogóźno, Rząśnik, Stary Lubiel, Wielątki, Wielątki-Folwark, Wincentowo, Wola Polewna, Wólka-Folwark, Wólka Lubielska, Wólka-Przekory, Wólka-Wojciechówek.

## Aangrenzende gemeenten
Brańszczyk, Długosiodło, Obryte, Rzewnie, Somianka, Wyszków, Zatory